# Emblemaria caycedoi
Emblemaria caycedoi is een straalvinnige vissensoort uit de familie van snoekslijmvissen (Chaenopsidae). De wetenschappelijke naam van de soort is voor het eerst geldig gepubliceerd in 1984 door Acero P..